# Ліньов Андрій Миколайович
Андрій Миколайович Ліньов (20 червня 1962; Луганськ — 10 грудня 1985; Афганістан) — радянський офіцер, лейтенант медичної служби, військовий лікар, хірург, який помер у госпіталі від поранення, учасник Афганської війни (1979—1989).

## Біографія
Народився 20 червня 1962 року в Луганську у звичайній радянській родині. Андрій навчався в школі № 37 і закінчив її у 1979 році з золотою медаллю та поступив до Ленінградської військово-медичної академії ім. С. М. Кірова на військово-морський факультет. Був одним із кращих курсантів, займався науковою роботою. Академію закінчив з відзнакою, отримав звання лейтенанта. Отримує направлення на Тихоокеанський флот, але Андрій Ліньов подав рапорт, щоб його направили до Афганістану. На початку листопада 1985 року він вже був у Афганістані, у складі 334 загону військ спеціального призначення. Його направили до розвідників, яких кидали на найнебезпечніші завдання.
3.12.1985 року в якості лікаря діяв у складі розвідзагону, виконував завдання з проведення засадничих дій на схилах гори Насавасар (відмітка 2387) в околицях кишлаку Ганджгал (провінція Кунар) з метою знищення пускових установок ворога, а також мінування місцевості. При підході до одного з покинутих кишлаків, розташованому в гірській тіснині, група зазнала інтенсивного обстрілу з боку моджахедів.
Андрій, хоча і був сам пораненим в живіт, на полі бою надавав медичну допомогу пораненим і вогнем з автомата прикривав їх евакуацію.
Від отриманих ран помер у госпіталі 10 грудня 1985 року.
За хоробрість і мужність нагороджений орденом «Бойового Червоного Прапора» (посмертно).

### Пам'ять
Ім'я Андрія Ліньова було присвоєно середній школі № 37 у рідному Луганську. Біля входу до школи встановлена меморіальна дошка. Бюст лейтенанта роботи Е. Зайцевої знаходиться у вестибюлі школи. В шкільному музеї його пам'яті виділили особливий розділ. Вулицю Новостройну було перейменовано на вулицю імені «Андрія Ліньова». Саме цією вулицею він ходив до школу.